# Élections sénatoriales pakistanaises de 2024
Les élections sénatoriales pakistanaises de 2024 ont lieu le 2 avril 2024 afin de renouveler au scrutin indirect la moitié des membres du Sénat du Pakistan,.

## Contexte
Ces élections sont les deuxièmes depuis l'abolition en 2018 des régions tribales sous administration fédérale, et leur fusion dans la province du Khyber Pakhtunkhwa. Un total de 8 sièges de sénateurs étaient auparavant pourvus par l'Assemblée nationale afin de représenter les régions tribales, renouvelés comme le reste du sénat par moitié tous les trois ans. Les mandats des 8 sénateurs élus avant l'abolition de 2018 se poursuivent néanmoins jusqu'à leur terme, après quoi il ne seront plus renouvelés. Passé d'un total de 104 sénateurs à 100 en 2021, le Sénat passe ainsi en 2024 à celui définitif de 96 sénateurs.

## Système électoral
Le Sénat est la chambre haute du parlement bicaméral pakistanais. Il est composé de 96 sièges pourvus au scrutin à vote unique transférable pour un mandat de six ans, renouvelés par moitié tous les trois ans. Les élections ont lieu au scrutin indirect via un collège électoral composé des membres des assemblées provinciales des quatre provinces du pays plus le Territoire fédéral de la capitale, Islamabad, ainsi que par les députés élus dans la province ou territoire en question,.
Chaque province dispose en tout de 23 sièges de sénateurs, dont 14 pourvus sur une liste générale. Les autres sont des sièges réservés, à raison de 4 sièges pour des femmes, 4 pour des technocrates, dont un ouléma, et un siège à un membre d'une minorité religieuse. Le territoire fédéral dispose quant à lui de quatre sièges, dont deux de la liste générale, une femme et un ouléma. À chaque élection, la moitié de tous ces sièges sont ainsi à pourvoir,.

## Résultats
| Parti                     | Parti                           | Voix | %   | Sièges      | Sièges | Sièges | Sièges | Sièges | Sièges | Sièges | Sièges      | Sièges |
| Parti                     | Parti                           | Voix | %   | Total avant | En jeu | Élus   | Élus   | Élus   | Élus   | Élus   | Total après | +/-    |
| Parti                     | Parti                           | Voix | %   | Total avant | En jeu | G      | F      | T      | M      | Total  | Total après | +/-    |
| ------------------------- | ------------------------------- | ---- | --- | ----------- | ------ | ------ | ------ | ------ | ------ | ------ | ----------- | ------ |
|                           | Parti du peuple pakistanais     |      |     | 21          |        | 7      | 3      | 3      | 1      | 14     | 24          |        |
|                           | Ligue musulmane du Pakistan (N) |      |     | 18          |        | 4      | 6      | 7      | 1      | 13     | 19          |        |
|                           | Jamiat Ulema-e-Islam            |      |     | 5           |        | 1      |        | 1      |        | 2      | 5           |        |
|                           | Muttahida Qaumi Movement        |      |     | 3           |        | 1      |        |        |        | 1      | 3           |        |
|                           | Sunni Ittehad Council           |      |     |             |        | 1      |        |        |        | 1      |             |        |
|                           | Parti national Awami            |      |     | 2           |        | 1      |        |        |        | 1      | 1           |        |
|                           | Parti national (NP)             |      |     | 2           |        | 1      |        |        |        | 1      | 1           |        |
|                           | Majlis Wahdat-e-Muslimeen       |      |     |             |        | 1      |        |        |        | 1      |             |        |
|                           | Autres partis                   |      |     |             |        |        |        |        |        |        |             |        |
|                           | Indépendants                    |      |     |             |        | 3      |        |        |        | 3      |             |        |
|                           | Sièges non pourvus              | –    | –   |             |        |        |        |        |        |        | 11          | –      |
|                           |                                 |      |     |             |        |        |        |        |        |        |             |        |
| Suffrages exprimés        |                                 |      |     |             |        |        |        |        |        |        |             |        |
| Votes blancs et invalides |                                 |      |     |             |        |        |        |        |        |        |             |        |
| Total                     | Total                           |      | 100 | 100         | 52     | 29     | 9      | 8      | 2      | 48     | 96          | 4      |
| Abstentions               |                                 |      |     |             |        |        |        |        |        |        |             |        |
| Inscrits / Participation  |                                 |      |     |             |        |        |        |        |        |        |             |        |